# 김기수 (권투 선수)
김기수(金基洙, 1939년 9월 17일~1997년 6월 10일)는 대한민국의 권투 선수이다. 대한민국 프로복서로는 처음으로 복싱 세계챔피언에 올랐다. 사우스포. 아마 통산 88전 87승1패. 프로 통산 49전 45승(16KO)2패2무.

## 생애
함경남도 북청에서 태어났다. 김기수는 1951년 1.4 후퇴 당시 남쪽으로 내려왔다. 전라남도 여수에 정착한 그는 1954년 여수 여항중학교 김기봉 교사의 호의로 학교에 들어가 육상부 단거리에서 활약하다 복싱으로 전향했다. 이후 서울 성북고등학교 복싱부에 들어갔다. 1957년 아마추어 복싱 데뷔. 고등학교 2학년 때인 1958년에는 일본 도쿄에서 열린 제3회 아시안게임에 출전해 웰터급 금메달을 땄다. 1960년 로마 올림픽에 참가, 웰터급 준준결승에서 니노 벤베누티에게 패했다. 1961년 8월 프로로 전향했다. 1965년 1월 10일 도쿄에서 일본의 가이즈 후미오(海津文雄)를 6회 KO로 물리치고 동양태평양 미들급챔피언 타이틀을 획득했다. 김기수는 1966년 6월 25일 서울특별시 장충체육관에서 이탈리아의 니노 벤베누티를 2-1(72-69 68-72 74-68) 판정승으로 꺾고 세계복싱협회(WBA) 주니어 미들급 챔피언에 올랐다. 이후 1968년 5월 이탈리아에서 열린 3차 방어전에서 산드로 마징기(이탈리아)에게 패해 타이틀을 잃었다.
1969년 9월 27일 장충체육관에서 은퇴식을 갖고 현역을 떠났다. 이후 사업가로 변신해 성공을 거두기도 했다. 명동에서 찻집 챔피언을 운영했고, 챔피언빌딩을 소유하고 있었다. 1996년 9월 간암 판정을 받은 후에는 기독교에 입문, 신앙생활에 전념했다. 1997년 6월 10일 간암으로 세상을 떠났다. 유족은 부인과 2남 2녀.

## 에피소드
- 김기수는 중학교 3학년 때 전라남도를 주름잡는 씨름 선수로 활약하던 도중 김일과 씨름판에서 마주친 일이 있다. 두 사람간의 씨름 대결은 김일의 승리로 끝났다.
- 김기수는 1966년 세계챔피언이 되기 전에 니노 벤베누티와 맞붙은 적이 있었다. 김기수는 1960년 하계 올림픽 웰터급 준준결승에서 벤베누티에게 패했다. 벤베누티는 이 대회에서 웰터급 금메달을 따내고 복싱 최우수 선수로 선정되며 이탈리아의 영웅으로 떠올랐다.[3]
- 세계 타이틀을 딸 때 장충체육관에는 박정희 대통령을 비롯해 6500명의 관중이 입장했다.
- 김기수는 챔피언이 된 뒤 1966년 6월 27일 오후 6시20분부터 1시간 반 동안 코치인 미국인 보비 리처드, 매니저 장기섭 등과 함께 오픈카를 타고 시가 행진을 벌였다.
- 해태 타이거즈와 인연이 깊었다. 김응용 감독은 같은 실향민 출신의 죽마고우였고, 지명타자 김봉연 선수는 그의 동서, 투수 이상윤 선수는 그의 데릴사위였다.